# 洛杉矶警察局
洛杉矶警察局（英語：Los Angeles Police Department，又称洛城警署，简称为LAPD）是美国加利福尼亚州洛杉矶的警察部门。该局有近9,900名警官和逾3,000名文职人员，辖区面积达1,230平方千米，覆盖人口超过380万，这也使其成为美国第三大的执法机关。洛杉矶警察局从建立之初至今，频繁在电影和电视作品中出现。该局还因为种族仇恨以及警官腐败问题，陷入争论焦点。2020年，因为乔治·弗洛伊德之死，洛杉矶警察局长期存在的滥用职权，过度执法和警察暴力问题成为舆论焦点。

## 历史
洛杉矶最早的专门警察队伍出现在1853年，一支志愿组成的洛杉矶巡骑队（Los Angeles Rangers）负责协助治安。巡骑队很快被同样是志愿组建的洛杉矶市护卫队（Los Angeles City Guards）取代。但两支队伍都没有特别的成效，洛杉矶以其暴力、赌博和“罪恶”闻名。第一支有偿的警察队伍组建于1869年，当时的市治安官威廉·C·沃伦（William C. Warren）雇佣了6位警官服务公众。1900年，在局长约翰·M·格拉斯的带领下，警官队伍发展到70人，平均每1,500人中有一名警官。到了1903年，公务员制度开始起步，警察队伍也随之壮大到200人。
第二次世界大战期间，克里梅斯·B·霍罗（Clemence B. Horrall）担任局长，由于军方征召，警方人手严重不足。尽管警方竭尽全力维持警力，但仍然无力阻止1943年的暴动。 
霍罗后来被退役的美国海军陸戰隊退役少將威廉·A·沃顿顶替，后者此后一直担任临时局长，直到1950年，威廉·H·帕克接任，并一直任局长到1966年去世。帕克提倡警方专业化和脱离公务员管理体制的自治。但是1951年的血腥圣诞丑闻（7名拉丁裔青年在酒吧中和几位警察发生冲突，随即被带走并遭到50名警察的殴打）使得公众要求加强对警方的约束，防止类似暴行的再次出现。
在帕克任内，洛城警署在美国司法机关中首创了特種武器和戰術部隊（Special Weapons and Tactics，简称：SWAT，俗稱：特警队）。

## 架構

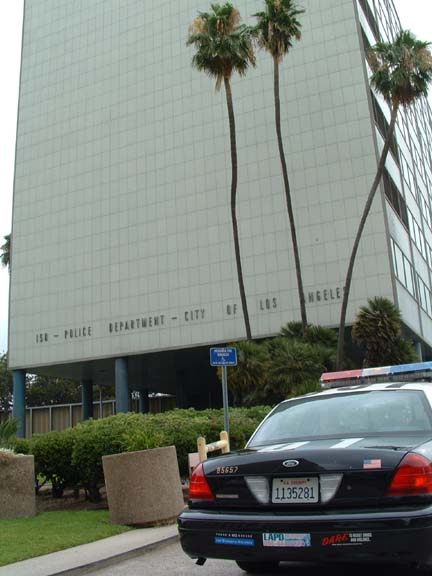
帕克中心（Parker Center），洛城警署旧总部

洛杉矶警察局由洛杉矶警政委员会领导，该委员会由5人组成，负责制定政策，并监督整体管理与运作。局长要向该委员会报告情况，而其他下属机构则向局长报告。洛杉矶警察局的旧总部为帕克中心（Parker Center），以前局长威廉·H·帕克的名字命名。新总部已于2009年10月启用。

### 行动部（Office of Operations）
洛城警署9,800名警官当中，大部分都分配到了位于帕克中心内的行动部。该部门由一助理局长掌管，并直接向局长报告。洛城警署下辖21个区，21个区按地域又划分为4个指挥区，称作分局。此外还有两个额外的分局，警探局（Detective Bureau）和特别行动局（Special Operations Bureau）。

### 警探局（Detective Bureau）
警探局直屬於洛杉磯警察局長，主要负责调查犯罪案件。下设：
- 电脑数据组（COMPSTAT）
- 调查分析科（Investigative Analysis Section）
- 科学调查处（Scientific Investigation Division）
- 劫案-凶杀科（Robbery-Homicide Division）
  - Homicide Special Section (HSS)
  - Robbery Special Section (RSS)
  - Special Assault Section (SAS)
  - Cold Case Special Section (CCSS)
  - Special Investigation Section (SIS)
- 经济犯罪科（Commercial Crimes Division）
- 警探支援及刑事案件处（Detective Support and Vice Division）
- 青少年犯罪司（Juvenile Division）
- 打黑及缉毒司（Gang and Narcotics Division）
- 实时分析及应急司（Real-time Analysis and Critical Response Division）

### 特别行动局（Special Operations Bureau）
特别行动局为洛城警署提供特殊化的战术资源，以支援其日常活动及特殊事件，特别情况下还包括骚乱和恐怖威胁。
下设：
- 空中支援司（Air Support Division）
- 紧急行动司（Emergency Operations Division）
- 都会司（Metropolitan Division）
  - （2）犯罪控制部队（B队和C队）
  - 特警队（SWAT）-（D队）
  - 骑警队（E队，Mounted Unit）
  - 警犬队（K-9 Unit）
  - 行政与指挥组（Administrative Unit）-（A队）

### 行动分局结构
| 中央分局（Central Bureau） （页面存档备份，存于）        | 南部分局（South Bureau） （页面存档备份，存于）        | 峡谷分局（Valley Bureau） （页面存档备份，存于）               | 西部分局（West Bureau） （页面存档备份，存于）                 |
| -------------------------------------------------------- | ------------------------------------------------------ | -------------------------------------------------------------- | -------------------------------------------------------------- |
| 中央区（Central Area，#1） （页面存档备份，存于）        | 77街区（77th Street Area，#12） （页面存档备份，存于） | 德文郡区（Devonshire Area，#17） （页面存档备份，存于）        | 好莱坞区（Hollywood Area，#6） （页面存档备份，存于）          |
| 霍伦贝克区（Hollenbeck Area，#4） （页面存档备份，存于） | 港口区（Harbor Area，#5） （页面存档备份，存于）       | 丘陵区（Foothill Area，#16） （页面存档备份，存于）            | 太平洋区（Pacific Area，#14） （页面存档备份，存于）           |
| 牛顿区（Newton Area，#13） （页面存档备份，存于）        | 东南区（Southeast Area，#18） （页面存档备份，存于）   | 任务区（Mission Area，#19） （页面存档备份，存于）             | 西洛杉矶区（West Los Angeles Area，#8） （页面存档备份，存于） |
| 东北区（Northeast Area，#11） （页面存档备份，存于）     | 西南区（Southwest Area，#3） （页面存档备份，存于）    | 北好莱坞区（North Hollywood Area，#15） （页面存档备份，存于） | 威尔夏区（Wilshire Area，#7） （页面存档备份，存于）           |
| 兰帕特区（Rampart Area，#2） （页面存档备份，存于）      |                                                        | 凡奈斯区（Van Nuys Area，#9） （页面存档备份，存于）           | 奥林匹克区（Olympic Area，#20） （页面存档备份，存于）         |
|                                                          |                                                        | 西峡谷区（West Valley Area，#10） （页面存档备份，存于）       |                                                                |
|                                                          |                                                        | 托班加区（Topanga Area，#21） （页面存档备份，存于）           |                                                                |

## 工作环境

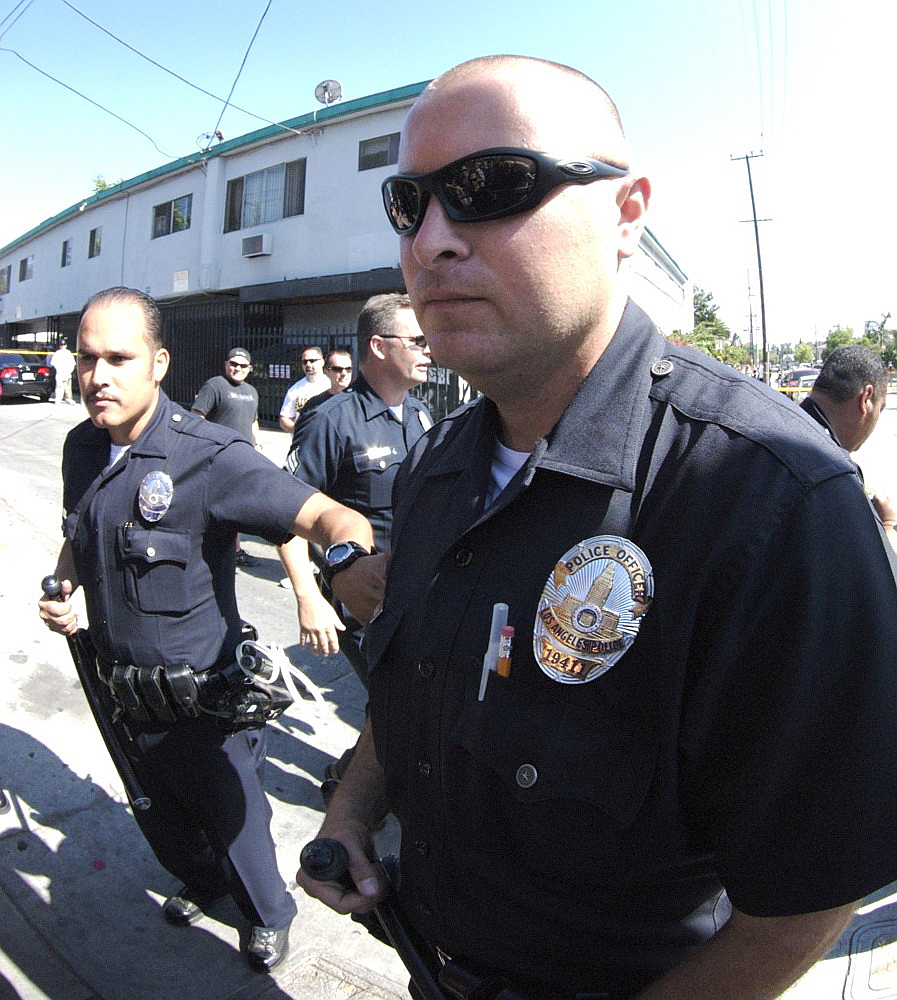
在犯罪现场的洛城警署警官

洛城警署的巡警一周有3个12小时工作日和4个10小时工作日。整个部门有超过250种岗位，而完成2年巡逻任务的警官可以胜任其中任何一种岗位。与附近的郊区警察局单人巡逻以实现最少警力覆盖最大范围的做法不同，洛城警署的警官在巡逻时往往有搭档陪同。
在全市共有3处训练设施，包括艾丽西亚公园（Elysian Park）、位于韦斯特彻斯特的阿门森新手训练中心（Ahmanson Recruit Training Center，Westchester）和位于位于格兰纳达山的爱德华·戴维斯训练中心（Davis Training Center，Granada Hills）。
对于新進警察来说，洛城警局的报酬和福利还是很好的，他们也得以位列美国高收入警官的行列中。以2007年春为例，新招募的警察可以获得$5,000到$10,000的签约奖金。这笔奖金从警官学校毕业后会先行支付一半，另外一半则在实习届满时补齐。如果同意前往城外地区工作，还可以获得2,000美元的房屋津贴。2009年7月，新入警察根据教育程度不同，起薪为$56,522到$61,095不等。

## 警衔
一级警督及以上警衔的标志带金属针，佩戴在衬衫领口以及外衣的肩部。而二级警司及其以下警衔，警衔标志是直接绣在衣袖上部的。
在衬衫左侧袖子上绘有银灰色的横道，表示该名警官的资历。每条横道代表做了5年警察。
| 警衔 | 标志 |
| --- | ---- |
| 总警监／局长／總監（Chief of Police）                                                                     |      |
| 助理总警监／助理局长／助理總監（Assistant Chief） 二级副总警监／二级副局長／二级副總監（Deputy Chief II） |      |
| 一级副总警监／一级副局长／一级副總監（Deputy Chief I）                                                    |      |
| 警监／警正（Commander）                                                                                   |      |
| 一级／二级／三级高级警督／一级／二级／三级警监（Captain I / II / III）                                    |      |
| 一级／二级警督／副警監（Lieutenant I / II）                                                               |      |
| 二级警佐（Sergeant II）                                                                                   |      |
| 一级警佐（Sergeant I）                                                                                    |      |
| 三级警探（Detective III）                                                                                 |      |
| 二级警探（Detective II）                                                                                  |      |
| 一级警探（Detective I）                                                                                   |      |
| 高级警员（Police Officer III+1 / Senior Lead Officer）                                                    |      |
| 三级警员（Police Officer III）                                                                            |      |
| 一级／二级警员（Police Officer I / II）                                                                   |      |

註：LAPD警衔系统中，从警员到警督，各级内还有不同等级。比如，警员分为1、2、3级，新進警衔别为1级警员，依此类推。

## 警用載具

### 陸上載具
以下表格列出目前洛杉磯警局使用的警用載具，所用圖片如無備註則皆為實際洛杉磯警察局車輛。
| 警車                 | 對應民用車                 | 品牌                                      | 類型   | 圖片 | 說明 |
| -------------------- | -------------------------- | ----------------------------------------- | ------ | ---- | --- |
| 福特維多利亞皇冠警車 | 福特維多利亞皇冠           | 福特汽車                                  | 轎車   |      | 已於2011年停產 |
| 福特攔截者轎車       | 第六代福特金牛座           | 福特汽車                                  | 轎車   |      | 已於2019年停產(備註:維基共享資源上目前沒有更恰當的圖片) |
| 道奇衝鋒者警車       | 2005年重新量產的道奇衝鋒者 | 道奇汽車                                  | 肌肉車 |      | 僅有購買2015年之前的版本作為一般警車,2016年後的版本僅做為便衣警車使用 |
| 雪佛蘭羚羊9C1        | 第八代雪佛蘭羚羊           | 雪佛蘭                                    | 轎車   |      | 在2000年代有少量購買,該車款也受到紐約警察局和費城警察局等大型城市警察單位的喜愛(備註:因維基共享資源上目前沒有更恰當的圖片,暫時使用俄亥俄州斯塔克縣坎頓市警察局的同款警車照片)             |
| 福特攔截者實用型     | 福特探險者                 | 福特汽車                                  | 休旅車 |      | 目前主要採購的新式警車之一 |
| 雪佛蘭太浩9C1        | 雪佛蘭太浩                 | 雪佛蘭                                    | 休旅車 |      | 有少量使用的休旅車,但因為油耗表現不佳正在逐步退役(備註:因維基共享資源上目前沒有更恰當的圖片,暫時使用俄亥俄州凱霍加縣帕馬市警察局的同款警車照片)                                           |
| 雪佛蘭薩博班         | 雪佛蘭薩博班               | 雪佛蘭                                    | 休旅車 |      | 作為便衣警車供SWAT使用(備註:雖然各執法部門的便衣警車幾乎相同,但因維基共享資源上目前沒有更恰當的圖片,暫時使用聯邦調查局的同款車輛照片)                                                     |
| 雪佛蘭索羅德         | 雪佛蘭索羅德               | 雪佛蘭                                    | 皮卡車 |      | 作為便衣警車供警犬隊及拆彈部隊使用,多為白色,但拆彈部隊也有使用黑色塗裝(備註:雖然民用車輛和同款便衣警車外觀幾乎相同,但因維基共享資源上目前沒有更恰當的圖片,暫時使用白色的同款民用車輛照片) |
| Lenco BearCat        | 無                         | Lenco裝甲車輛公司(Lenco Armored Vehicles) | 裝甲車 |      | SWAT專用車輛(備註:此車款暫無中文翻譯) |
| V-100裝甲車          | 無                         | 德事隆海陸系統公司                        | 裝甲車 |      | SWAT專用車輛(備註:因維基共享資源上目前沒有更恰當的圖片,暫時使用麻薩諸塞州沙福克縣波士頓市查爾斯頓區警察局的同款警車照片)                                                                  |
| M113裝甲運兵車警用型 | 無                         | FMC公司                                   | 裝甲車 |      | SWAT專用車輛(備註:因維基共享資源上目前沒有更恰當的圖片,暫時使用亞利桑那州皮馬縣圖森市警察局的同款警車照片)                                                                                |

來源:整理自英語維基百科

### 航空載具

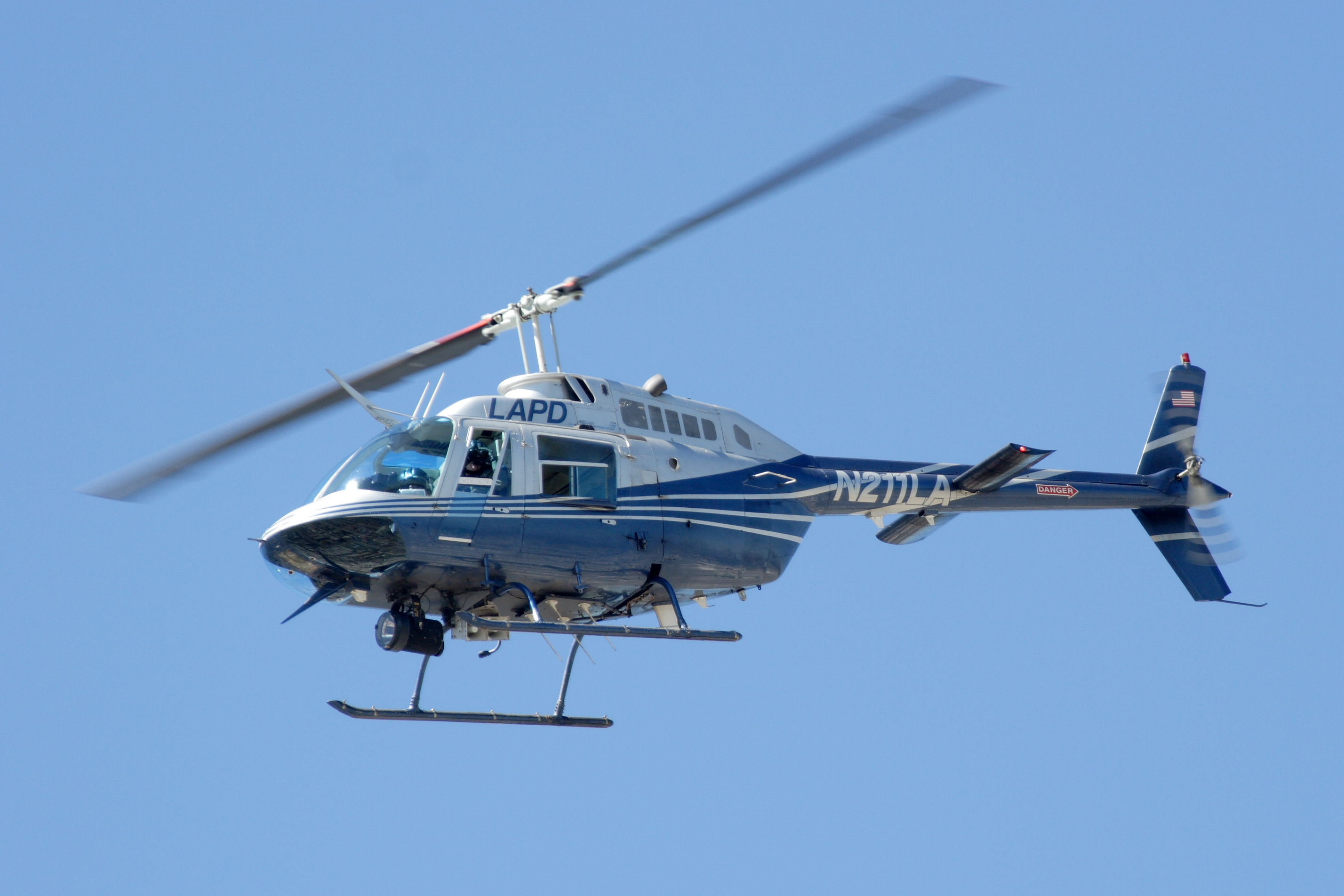
洛城警局贝尔206型警用直升机

洛城警署有全国第三大的民用空中力量。仅次于民航巡逻组织（Civil Air Patrol）和海关和边境保护局空中力量（Office of CBP Air）。洛杉矶警署的空中支援司有17架直升机。

## 殉职警官
自洛城警署建立至今，已有200名警官因公殉职。在帕克中心外有一处洛杉矶警察局纪念碑，已于1971年10月1日揭牌。该纪念碑为黑色花岗岩材质的喷泉，底部刻有殉职警官的名字。
死亡原因如下：
| 死因       | 人数 | 死因     | 人數 |
| ---------- | ---- | -------- | ---- |
| 飞机事故   | 8    | 汽车事故 | 28   |
| 自行车事故 | 1    | 炸弹     | 2    |
| 触电       | 1    | 失足摔死 | 1    |
| 火灾       | 1    | 枪击     | 99   |
| 意外枪伤   | 4    | 心脏病   | 3    |
| 摩托车事故 | 35   | 被电车撞 | 1    |
| 被火车撞   | 4    | 被车辆撞 | 4    |
| 火车事故   | 1    | 训练事故 | 1    |
| 开车追击   | 2    | 车辆袭击 | 4    |

## 警力

### 过于充分
洛杉矶警察局经过多年的扩张，现已成为北美洲预算最充分的城市执法机构之一。2019年，洛杉矶警察局的预算达到了18.6亿美元，比市政府在住房，交通和道路维护上的预算加起来还要多。由于警察局耗资过于巨大，警力过于充分，引发了大量批评人士不满。

### 种族与性别
在帕克、戴维斯、盖茨担任局长的时期，洛杉矶警署几乎全是白人组成（1980年占到80%），而且许多警官的家都远离城市。
这种情况在二十世纪80年代开始有所改观，但直到克里斯托弗委员会（Christopher Commission，由时任检察官，后来成为国务卿的沃伦·克里斯托弗牵头，致力于改革洛城警署）成立，非裔美国人、拉丁裔美國人以及亚裔人才开始大量加入警署。少数族裔的警官开始出现在各个部门的工作和领导岗位上，这时的洛城警署才真正开始反映人口构成。
洛城警署于1910年雇用了美国史上第一位女警官艾利斯·斯特宾斯·威尔斯（Alice Stebbins Wells）。之后，女警官的队伍虽然仍旧很小，但已在不断增长。直到70年代，她们都被分类为“女警官”。在五十年代时，她们的职责还只是在监狱中担任女舍监，或者在调查任务中处理问题少年。她们很少被指派进行现场调查，而且也不允许授予高于警司的警衔。但女警官芳淑·布雷克（Fanchon Blake）于80年代的上诉，使得法院要求警局必须在雇佣和提拔女警官方面表现积极。于是警局废除了当时新入警官警衔分“男警官”和“女警官”的做法。之前已经分开的仍然保留，但新入警官只被授予“警官”这一警衔，这一做法延续至今。
2002年，女性在警局中占到18.9%。自从芳淑·布雷克案后，女性在授予警衔上有了明显的改善。其中香侬·帕搏（Sharon Papa）做到了助理局长。
洛城警署还雇佣了已知美国历史上最早的两名黑人警官。1886年，警局雇佣了两位黑人警官，罗伯特·威廉·斯图尔特（Robert William Stewart）和罗伊·格林（Roy Green）。 
根据美国司法部的数据，2000年洛城警署中，男性占到82%。警员中46%为歐裔，33%为拉丁裔，14%为非裔美国人，另有7%为亚裔。

## 奖励
洛城警局向有显著功绩的警员颁发奖章。奖项如下：

### 英勇奖（Bravery）
- 勇气勋章（Medal of Valor） （蓝、白条纹）：

为该局向警员颁发的最高荣誉。该勋章是为了奖励英勇表现，通常是在极端或威胁到个人生命的情况下，为尽职守表现极度英勇或充满英雄主义的个人。
- 自由勋章（Liberty Award）：

创立于1990年，至今只颁发过一次。该勋章是奖励在工作岗位上被杀或受重伤的警官。该勋章以都会区的一条在执行任务时被射杀警犬的名字命名，其训练师也同时获得了勇气勋章。
- 警察英雄勋章（Police Medal for Heroism）：

该勋章奖励尽管并不是自己的任务，但为尽职守，表现出英雄主义行为的警官。
- 警察之星（Police Star）：

该勋章授予在危险且有极大压力的情况下，仍然能够做出关键决断和/或提供可行战术的警官。
- 警察救生勋章（Police Life-Saving Medal）：

该勋章主要是奖励救或尝试去救面临危险的同事或者其他人的警官。

### 服务奖（Service）
- 杰出服务勋章（Police Distinguished Service Medal）[32]

- 功劳服务勋章（Police Meritorious Service Medal）[32]

- 功劳成就勋章（Police Meritorious Achievement Medal）[32]

- 委员会杰出服务奖章（Police Commission Distinguished Service Medal）[32]

- 社区警务奖章（Community Policing Medal）[32]

- 人际关系勋章（Human Relations Medal）[32]

### 绶带（Ribbons）
- 1984年夏季奥运会绶带（1984 Summer Olympics Ribbon）：

授予为1984年7月28日到8月12日洛杉矶奥运会作出贡献的警官。
- 1987年教皇访问绶带（1987 Papal Visit Ribbon）：

授予1987年9月，教皇若望·保祿二世访问期间作出贡献的警官。
- 1992年平暴绶带（1992 Civil Disturbance Ribbon）：

授予在平息1992年4月29日到5月4日1992年洛杉磯暴動过程中做出贡献的警官。
- 1994年抗震绶带（1994 Earthquake Ribbon）：

授予在在1994年1月17日到18日北岭大地震的救灾工作中做出贡献的警官。
- 后备警员绶带（Reserve Service Ribbon）：

奖励已累计工作达4000小时的后备警员。
- 枪法徽章：

LAPD还有授予射手、神枪手、专家和杰出专家的枪法徽章，授予那些在其范围内逐渐获得更高资格分数的人。预选赛会获得奖金，有些任务可能需要超出基本训练所获得的武器技能。

## 流行文化

### 電影
- 1994年-捍衛戰警
- 1997年-洛城机密
- 2003年-反恐特警組[39]
- 2008年-死亡直播 (2008年電影)
- 2012年-火線赤子情
- 2017年-銀翼殺手2049
- 2017年-光靈
- 2022年-劫命救護

### 游戏
- 1999年-《霹雳小组3：近距离作战》：出场/主角所属单位 LAPD大都会分局 SWAT D排
- 2004年-《侠盗猎车手：圣安地列斯》（作为洛圣都警察局登场，影射洛杉磯警察局）
- 2012年-《决胜时刻：黑色行动2》在“Cordis Die”关出现，协助主角所在的联合特种作战司令部护送美国总统穿过在G20峰会期间遭到“唤心之日”雇佣兵及无人机袭击的洛杉矶
- 2013年-《侠盗猎车手V》（作为洛圣都警察局登场，影射洛杉磯警察局）
- 2021年-《嚴陣以待》《Ready or Not》  並在2023年正式發布（作为洛蘇伊諾斯警察局登场，影射洛杉磯警察局）

### 影集
- 2016-《魔鬼神探》
- 2018-《菜鳥老警》
- 2018-《火速救援最前線》

## 脚注
1. 1 2 3 4  . LAPD.   [2008-08-04]. （原始内容存档于2020-10-11）.
2. ↑  . LASD.   [2008-08-04]. （原始内容存档于2008-07-06）.
3. 1 2  . LAPD.   [2008-08-04]. （原始内容存档于2020-09-28）.
4. ↑  . LAPD.   [2008-12-24]. （原始内容存档于2020-11-17）.
5. ↑  . Los Angeles Police Department.   [2006-06-19]. （原始内容存档于2018-12-29）.
6. ↑  . Los Angeles Police Department.   [2006-06-19]. （原始内容存档于2018-12-29）.
7. ↑  . LAPD.   [2008-04-02]. （原始内容存档于2006-04-10）.
8. ↑  . LAPD.   [2008-08-11]. （原始内容存档于2007-05-14）.
9. ↑  . LAPD.   [2008-08-11]. （原始内容存档于2007-03-28）.
10. 1 2  . LAPD.   [2008-08-11]. （原始内容存档于2006-05-19）.
11. ↑  . LAPD.   [2008-08-11]. （原始内容存档于2006-10-07）.
12. ↑  . LAPD.   [2008-07-09]. （原始内容存档于2006-10-07）.
13. ↑  . LAPD.   [2008-07-09]. （原始内容存档于2006-10-07）.
14. ↑  . LAPD.   [2008-12-22]. （原始内容存档于2020-12-11）.
15. ↑  . LAPD.   [2008-07-13]. （原始内容存档于2008-05-14）.
16. 1 2 3  . LAPD.   [2008-07-13]. （原始内容存档于2008-07-08）.
17. ↑  . LAPD.   [2009-07-13]. （原始内容存档于2009-02-11）.
18. ↑  . Cambridge Dictionary.   [2025-3-30]. （原始内容存档于2022-05-03）.
19. ↑  .   [2009-08-22]. （原始内容存档于2021-03-04）.
20. ↑  LAPD Chevrolet Impala[永久]
21. ↑  .   [2008-07-09]. （原始内容存档于2007-05-04）.
22. ↑  . ALEA.org.   [2008-08-11]. （原始内容存档于2007-05-04）.
23. ↑  . Officer Down foundation.   [2008-04-02]. （原始内容存档于2021-03-04）.
24. 1 2  . Los Angeles Police Department.   [2008-04-08]. （原始内容存档于2020-12-11）.
25. ↑  .   [2020-06-07]. （原始内容存档于2021-03-04）.
26. ↑  Newton, Jim. "ACLU Says 83% of Police Live Outside L.A." Los Angeles Times 29 March 1994: B1.
27. ↑  . LAPD.   [2007-09-21]. （原始内容存档于2020-12-11）.
28. 1 2 3 4 5 6  .   [2023-03-06]. （原始内容存档于2023-03-06）.
29. ↑  . LAPD.   [2008-07-13]. （原始内容存档于2021-03-04）.
30. ↑  .   [2008-07-09]. （原始内容存档于2020-10-11）.
31. ↑   (PDF). U.S. Department of Justice.   [2008-04-02]. （原始内容 (PDF)存档于2006-09-27）.
32. 1 2 3 4 5 6 7 8 9 10 11 12 13 14 15 16  . LAPD.   [2008-08-11]. （原始内容存档于2021-03-04）.
33. ↑  . LAPD.   [2008-08-05]. （原始内容存档于2021-03-04）.
34. 1 2 3 4  . Liberty Library.   [2008-08-05]. （原始内容存档于2008-04-27）.
35. ↑  . LAPD.   [2008-07-28]. （原始内容存档于2021-03-04）.
36. ↑  . LAPD.   [2008-07-31]. （原始内容存档于2014-01-16）.
37. ↑  . LAPD.   [2008-07-31]. （原始内容存档于2021-03-04）.
38. ↑  . LAPD.   [2008-07-31]. （原始内容存档于2021-03-04）.
39. ↑  ,   [2024-05-11], （原始内容存档于2024-08-10） （中文（中国大陆））